# Nanoviridae
Famille
Genres de rang inférieur
- Nanovirus
- Babuvirus

Les Nanoviridae sont une famille de virus de l'ordre des Mulpavirales qui comprend deux genres et 12 espèces. Ce sont des virus à ADN simple brin classés dans le groupe II de la classification Baltimore, qui infectent les plantes (phytovirus).

## Étymologie
Le nom de la famille, « Nanoviridae », est dérivé du terme grec ancien « nanos », signifiant « nain », en référence à la petite taille des virions et des segment génomiques connus, et au rabougrissement que ces virus provoquent chez les plantes infectées.

## Liste des genres et espèces
Selon NCBI (16 décembre 2020) :
- genre Babuvirus
- genre Nanovirus
- Coconut foliar decay virus (agent du dépérissement foliaire du cocotier)